# 西和泉 (狛江市)
西和泉（にしいずみ）は、東京都狛江市の町名。現行行政町名上では西和泉一丁目から西和泉二丁目。旧上野村及び和泉村。狛江郵便局管区で郵便番号は201-0011。2025年6月現在の人口は764世帯1,032人。

## 地理

### 地勢

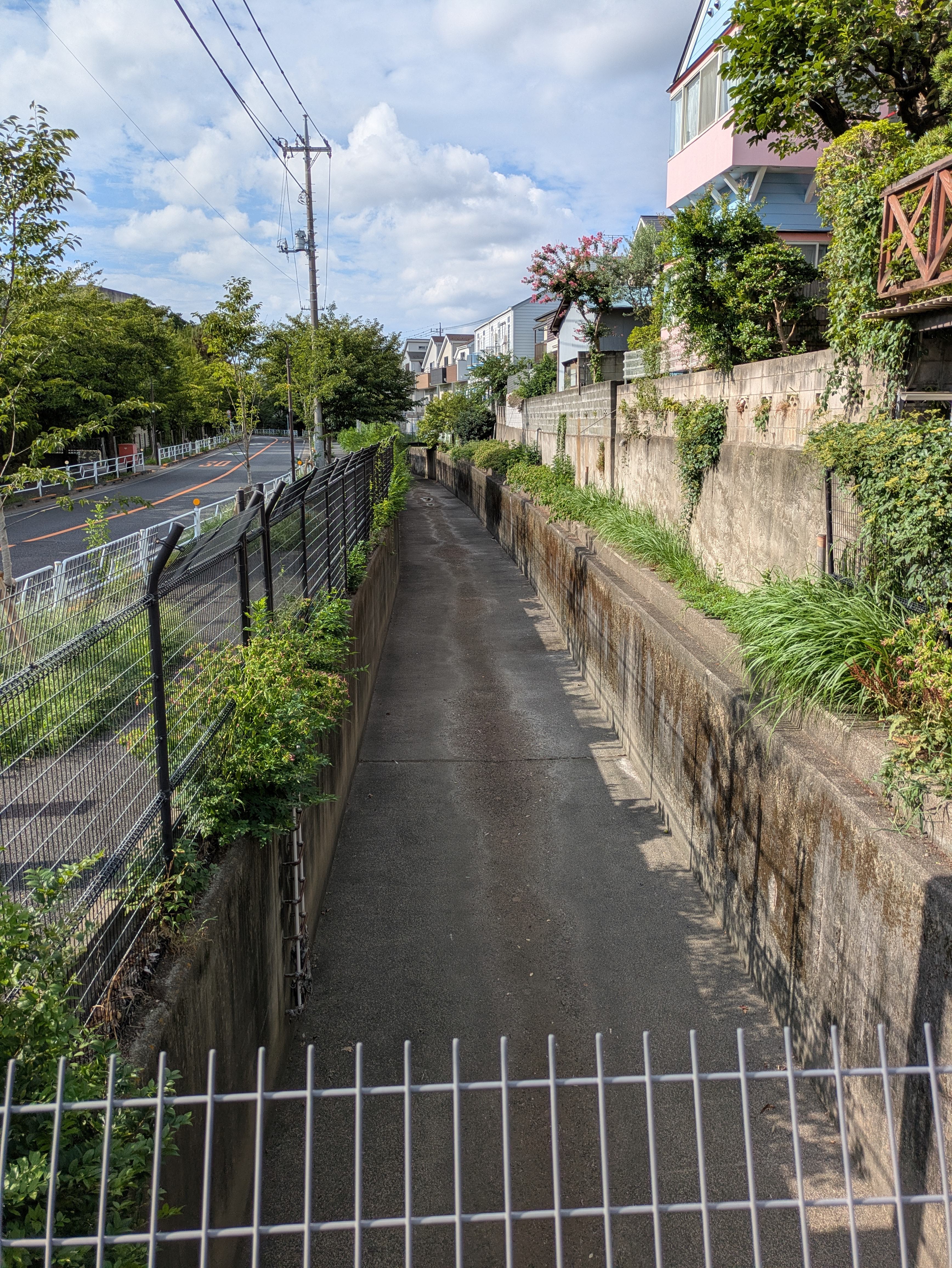
中和泉との境界に流路を形成する根川（2025年8月）

東京都の中央南部、多摩川中流北岸に位置する狛江市の最西端に位置し、南を多摩川が流れる。東に接する中和泉とは根川によって隔たれ、西は調布市との市境である。多摩川の流れはこの地域を含む調布市から続く肥沃な沖積低地を形成し、千町耕地と呼ばれる水田地帯の形成に至った。しかしながらその反面、水害に度々襲われる地域ともなり、昭和時代まで堤防修復に係る損害など多大な被害をもたらした。
近世の上野村に相当する地区である。狛江村成立前に和泉村大字和泉の一部となった。その後1981年11月1日の住居表示によって西和泉として設置された。市内最小の町。
後述するように近世まで人は定住せず、ただ田が広がるのみであったが、戦後の住宅開発によって多摩川住宅が建設され、現在では全域が多摩川住宅の一部となっている。そのため、人口はすべて多摩川住宅に居住する。
なお、多摩川住宅のうち西和泉二丁目の部分は全部の建て替えが進んでおり、跡地は多摩川シーズンズが建設される計画である。

### 学区
学区は以下の通りである。
| 丁目         | 番地 | 小学校     | 中学校         |
| ------------ | ---- | ---------- | -------------- |
| 西和泉一丁目 | 全域 | 和泉小学校 | 狛江第三中学校 |
| 西和泉二丁目 | 全域 | 和泉小学校 | 狛江第三中学校 |

## 歴史

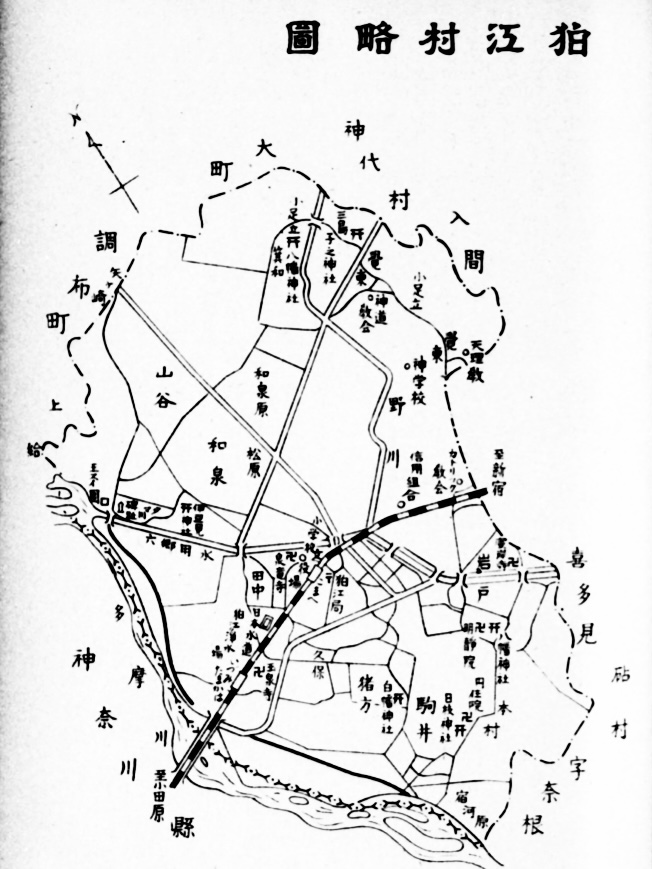
1938年『狛江村略圖』

### 概説
かつては上野村と呼ばれた地区で、狛江村成立前に和泉村の一部となった。狛江村設置時に大字和泉の一部となり、1981年11月1日の住居表示によって西和泉として設置された。もともと西の調布市との境界が複雑なものになっていたが、1996年に土地の等価交換が行われ現在は直線になっている。
千町耕地と呼ばれたこの地は、沼が広がる地域で人は誰も住んでいなかったが、1966年に東京住宅供給公社によって多摩川住宅が建設され、現在の西和泉にあたる部分には30棟、1,608戸が建設された。
竣工同年、多摩川住宅の建設とともに、西和泉一丁目には狛江市立狛江第四小学校が建設されたが、少子化による児童数減少を受け、2001年3月をもって閉校した。2023年現在、校舎などは解体されておらず、学校施設のうち体育館は西和泉体育館として、校庭は西和泉グラウンドとして利用されている。
地名は狛江村の大字和泉に由来する。和泉地区は狛江市で最も広い面積であるので、住居表示時に分割された。和泉地区の新設町丁は和泉本町を中心とした方位を冠した名前となっている。ここでは、和泉本町からみて西に位置したことから西和泉として設置された。

## 人口

### 丁目毎の人口
2025年（令和7年）6月1日現在の世帯数と人口は以下の通りである。なお、西和泉二丁目全域では「多摩川シーズンズ」の大規模開発が行われている影響で、人口が0となっている。
| 町丁         | 世帯数  | 人口    |
| ------------ | ------- | ------- |
| 西和泉一丁目 | 764世帯 | 1,032人 |
| 西和泉二丁目 | 0世帯   | 0人     |
| 計           | 764世帯 | 1,032人 |

## 交通

### 鉄道
町内に鉄道駅は存在しない。最寄り駅は小田急小田原線狛江駅、京王線国領駅。下記の路線バスで各駅に出ることもできる。小田急小田原線和泉多摩川駅も比較的近距離にあり、同駅へは自動運転バスでアクセスできる。
| 隣接する街区の駅                                      | バス移動により利用可能な主な駅 |
| ----------------------------------------------------- | ------------------------------ |
| 小田急小田原線 - 狛江駅(OH 16) 京王線 - 国領駅(KO 16) | 京王線 - 調布駅(KO 18)         |

### バス
- 狛01（小田急） 狛江駅 → 多摩川住宅中央 → 西和泉 → 多摩川住宅南口 → 狛江駅
- 調01（小田急・京王） 調布駅南口 → 多摩川住宅中央 → 西和泉 → 住宅東口 → 調布駅南口

### 道路
- 六郷さくら通り

## 施設

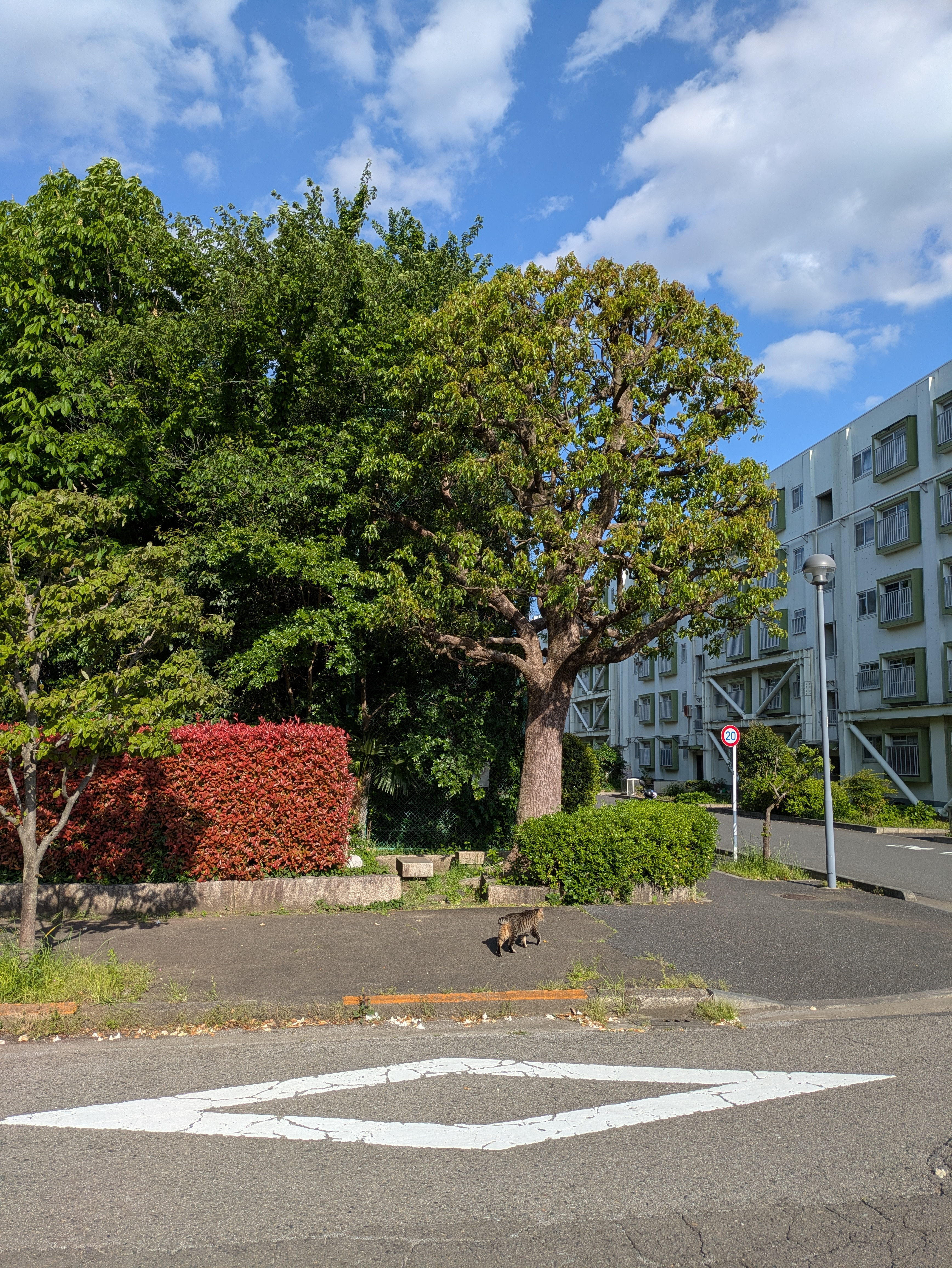
西和泉グラウンド西側緑地

- 西和泉グラウンド多目的運動広場